# Marcel Besson (rugby à XV)
Pour les articles homonymes, voir Marcel Besson et Besson.
Pas d'image ? Cliquez ici

a Compétitions nationales et continentales officielles uniquement.

b Matchs officiels uniquement.
Marcel Besson, né le 31 mars 1901 à Verrières (aujourd'hui Verrières-en-Forez) et mort le 31 mars 1966 à Dijon, est un joueur français de rugby à XV évoluant au poste d'ailier ou de centre.

## Biographie
Ingénieur des Arts et Métiers (Cluny, 1919), Marcel Besson découvre le rugby à l'école, puis joue au poste de trois-quarts aile ou centre. Il joue en club avec Stade dijonnais puis avec le CASG. Il dispute six matches internationaux lors des Tournois des Cinq Nations de 1924 à 1927. Il est notamment l'auteur d'un essai remarquable le 11 juin 1925 lors d'un match contre la Nouvelle-Zélande en sautant par-dessus l'arrière George Nepia.
Il se voit confier ensuite la création et la direction à Velars, près de Dijon, d'une fonderie d'aluminium appartenant à un groupe d'industriels sportifs. En 1932, la fonderie de Velars ferme ses portes et Marcel Besson fonde, en pleine crise économique, sa propre entreprise de fonderie d'aluminium à Dijon. Pendant l'occupation, son atelier sert de refuge à de nombreux réfractaires, et son indépendance politique lui vaut de présider la Ligue de Bourgogne d'athlétisme de 1940 à 1945. Il est également président du Stade dijonnais pendant 17 ans.
La romancière Camille Laurens est sa petite-fille . Elle a évoqué son grand-père rugbyman dans plusieurs de ses romans.